# Saint-Chamond
Saint-Chamond település Franciaországban, Loire megyében. Lakosainak száma 35 586 fő (2022. január 1.). Saint-Chamond La Valla-en-Gier, Cellieu, Doizieux, L’Horme, Saint-Christo-en-Jarez, Saint-Étienne, Saint-Jean-Bonnefonds, Saint-Paul-en-Jarez, Sorbiers és La Terrasse-sur-Dorlay községekkel határos.

## Népesség
A település népessége az elmúlt években az alábbi módon változott:
| Lakosok száma | 37 728 | 40 267 | 38 878 | 35 608 | 35 308 | 34 870 | 34 967 | 34 841 | 35 309 | 35 586 |
|               | 1968   | 1982   | 1990   | 2006   | 2013   | 2015   | 2017   | 2019   | 2020   | 2022   |

## Híres szülöttei
- Antoine Pinay – politikus, miniszterelnök
- Roger Planchon – színész, forgatókönyvíró, drámaíró, színházigazgató
- Alain Prost – autóversenyző